# (4754) Pántoo

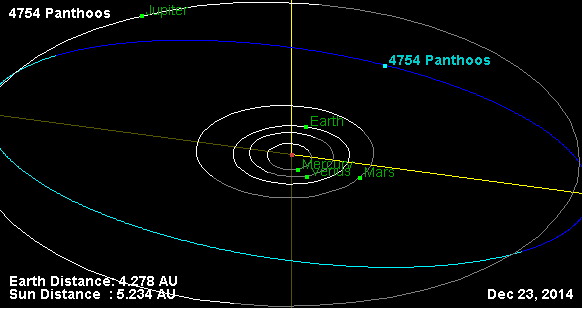
Imagen del Laboratorio de Propulsión a Chorro. Instituto de Tecnología de California

(4754) Pántoo es un asteroide que forma parte de los asteroides troyanos de Júpiter y fue descubierto por Ingrid van Houten-Groeneveld, Cornelis Johannes van Houten y Tom Gehrels el 16 de octubre de 1977 desde el observatorio del Monte Palomar, Estados Unidos.

## Designación y nombre
Pántoo se designó inicialmente como 5010 T-3.
Posteriormente, en 1991, recibió su nombre de Pántoo, un personaje de la mitología griega.

## Características orbitales
Pántoo orbita a una distancia media de 5,234 ua del Sol, pudiendo acercarse hasta 5,175 ua y alejarse hasta 5,292 ua. Tiene una excentricidad de 0,01123 y una inclinación orbital de 12,33 grados. Emplea en completar una órbita alrededor del Sol 4373 días.

## Características físicas
La magnitud absoluta de Pántoo es 10. Tiene 53,15 km de diámetro y emplea 27,68 horas en completar una vuelta sobre su eje. Su albedo se estima en 0,0571.